# Ummeliata sibirica
Ummeliata sibirica là một loài nhện trong họ Linyphiidae.
Loài này thuộc chi Ummeliata. Ummeliata sibirica được Kirill Yuryevich Eskov miêu tả năm 1980.